# Schloss Seese

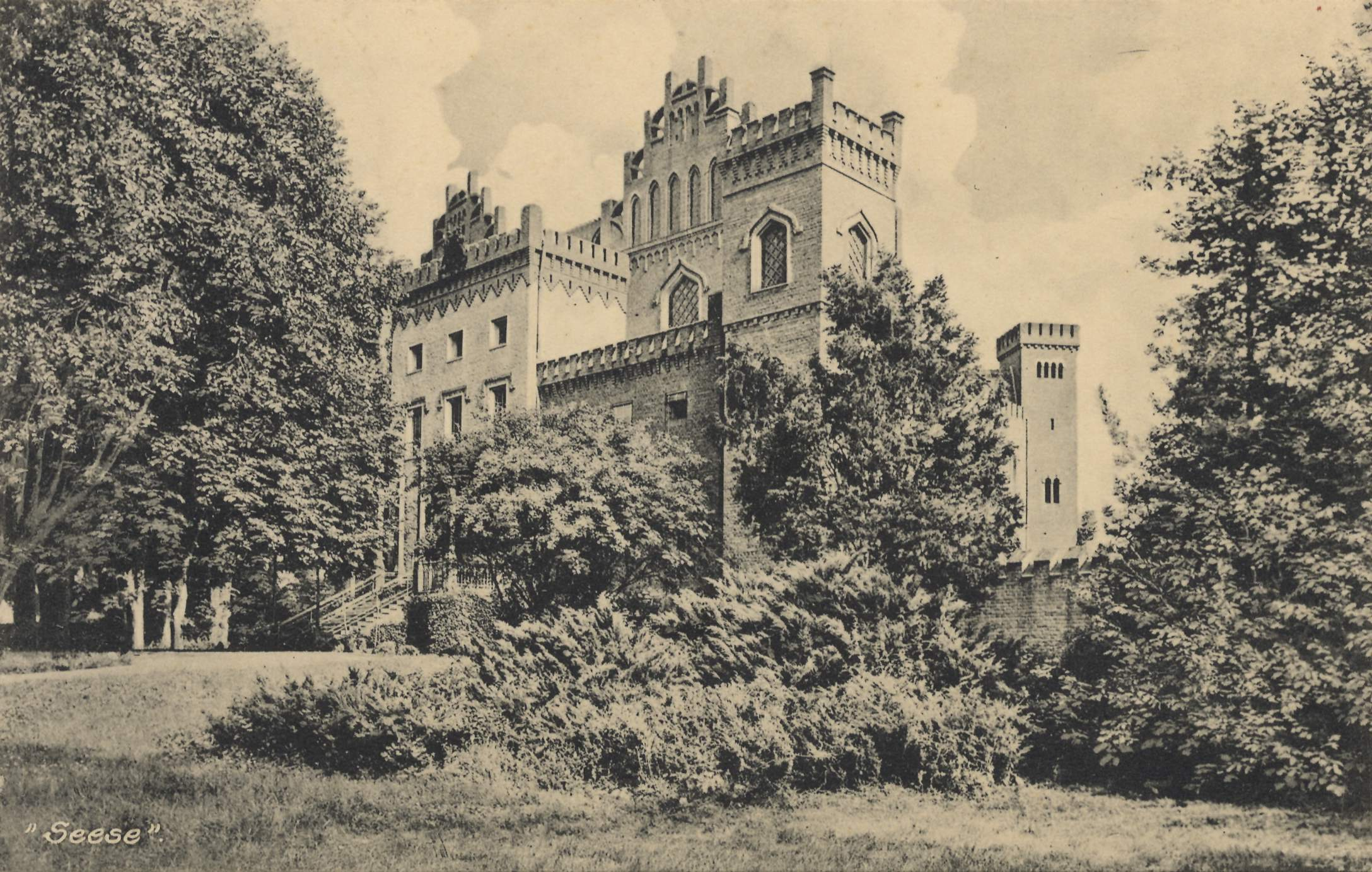
Schloss Seese auf einer Postkarte aus dem Jahr 1911

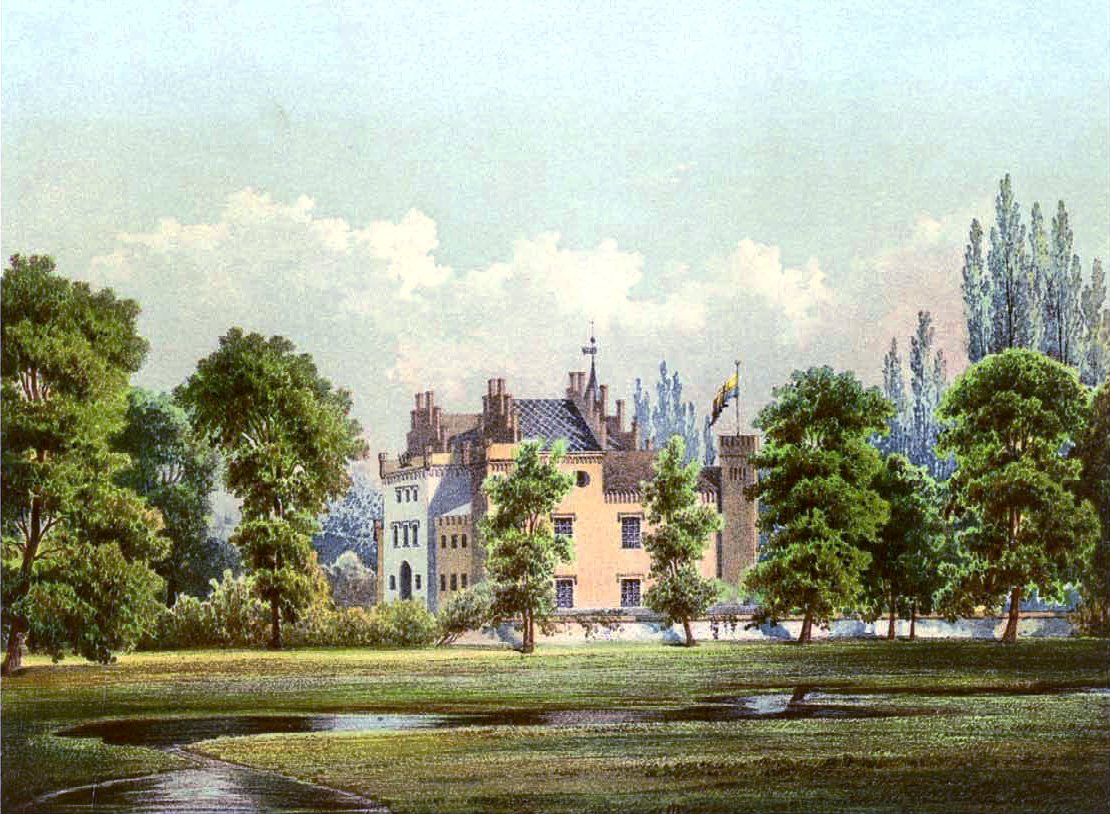
Schloss Seese um 1860, Sammlung Alexander Duncker

Das Schloss Seese war ein Schloss in der heutigen Gemarkung von Bischdorf im Landkreis Oberspreewald-Lausitz in Brandenburg. Es wurde im Jahr 1969 zusammen mit dem Dorf Seese zerstört, da das Land durch den Braunkohletagebau Seese-West beansprucht wurde.

## Geschichte
Das Schloss mit Gutshof befand sich im südlichen Teil von Seese. Der erste Teil des Schlosses wurde im 15. Jahrhundert im Stil der Spätgotik errichtet. Das Rittergut war zunächst im Besitz der Familie v. Köckritz. Im 17. Jahrhundert wurde das Schloss um einen nordöstlichen Teil im Renaissancestil erweitert. 1768 (nach anderer Quelle 1771) wurde Seese für 14.000 Taler von der Standesherrschaft Lübbenau gekauft, womit das Schloss in den Besitz der Adelsfamilie zu Lynar überging. 1853 wurde das Schloss erneut umgebaut. 1879 hatte das Rittergut Seese 1159 ha Land. Die Lynars hatten ihren Stammsitz bis 1930 auf Schloss Lübbenau und zogen danach aus Kostengründen in das kleinere Schloss Seese um.
Zur Zeit des Nationalsozialismus ermöglichte Wilhelm Graf zu Lynar, ein Nachfahre des ansässigen Adelsgeschlechtes, den Beteiligten an der Verschwörung gegen Hitler vom 20. Juli 1944 geheime Treffen im Schloss Seese. Er wurde daraufhin verhaftet und am 29. September 1944 hingerichtet. Die Familie zu Lynar wurde daraufhin enteignet. Nach dem Ende des Zweiten Weltkrieges ging das Schloss Seese in der Sowjetischen Besatzungszone durch die Bodenreform in Volkseigentum über und wurde zunächst für die Unterbringung von Umsiedlerfamilien genutzt. Zwischen 1952 und 1957 befand sich in dem Gebäude eine Fachschule für Landwirtschaft.
Ende der 1960er Jahre wurde die Ortschaft Seese durch den Braunkohletagebau Seese-West in Anspruch genommen. Die Einwohner wurden umgesiedelt und das gesamte Dorf wie auch das Schloss zwischen 1968 und 1969 abgerissen. An der Stelle des früheren Schlosses befindet sich das Schutzgebiet Seeser Bergbaufolgelandschaft.